# Ford Mustang Mach-E
La Ford Mustang Mach-E è un'autovettura di tipo crossover SUV a propulsione elettrica prodotta dalla casa automobilistica statunitense Ford a partire dal 2020. Il veicolo è stato presentato il 17 novembre 2019.

## Nome

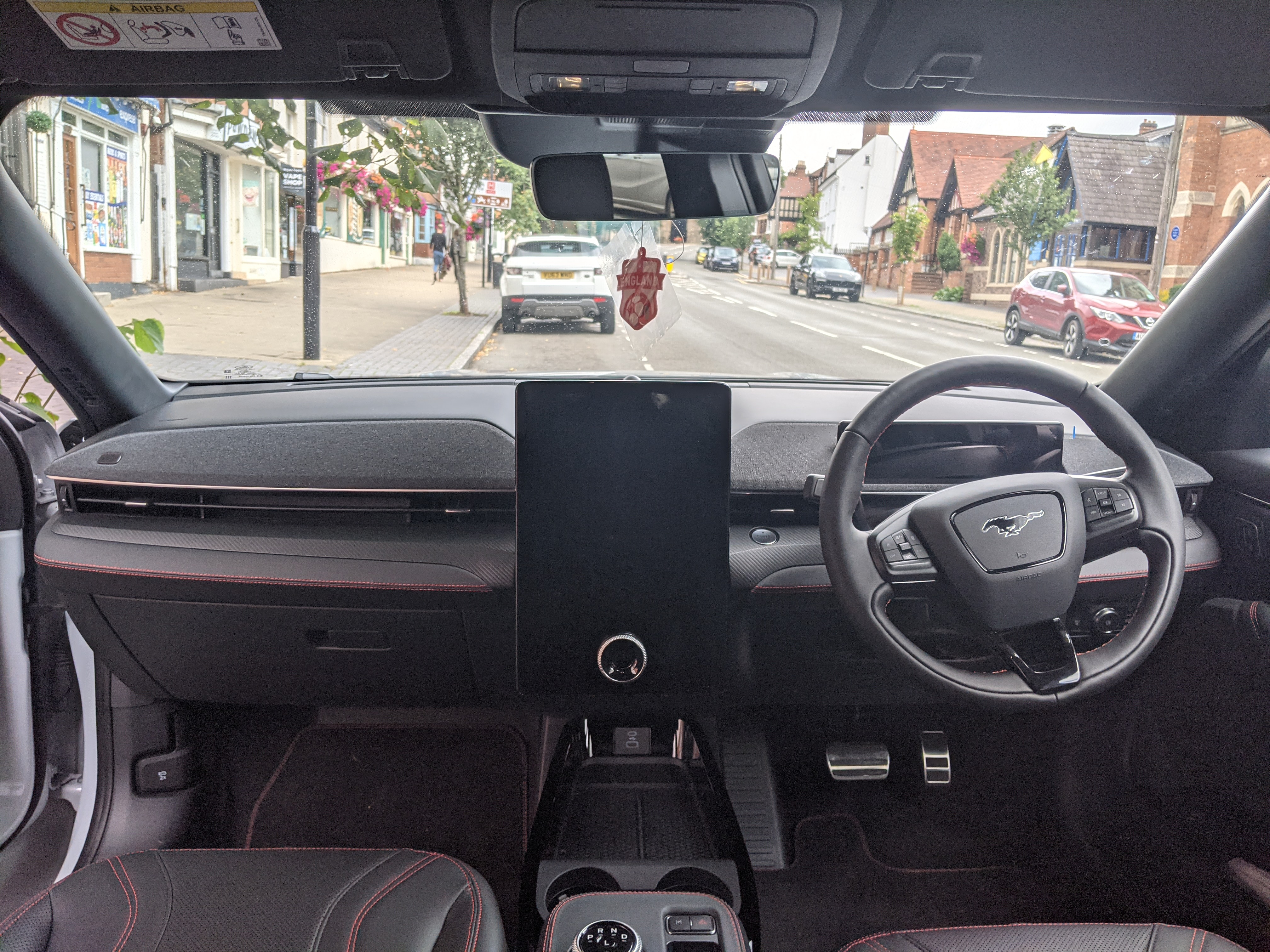
Interni

Il nome Mach-E si rifà e ispira alla variante Mach 1 della Mustang di prima generazione.

## Descrizione

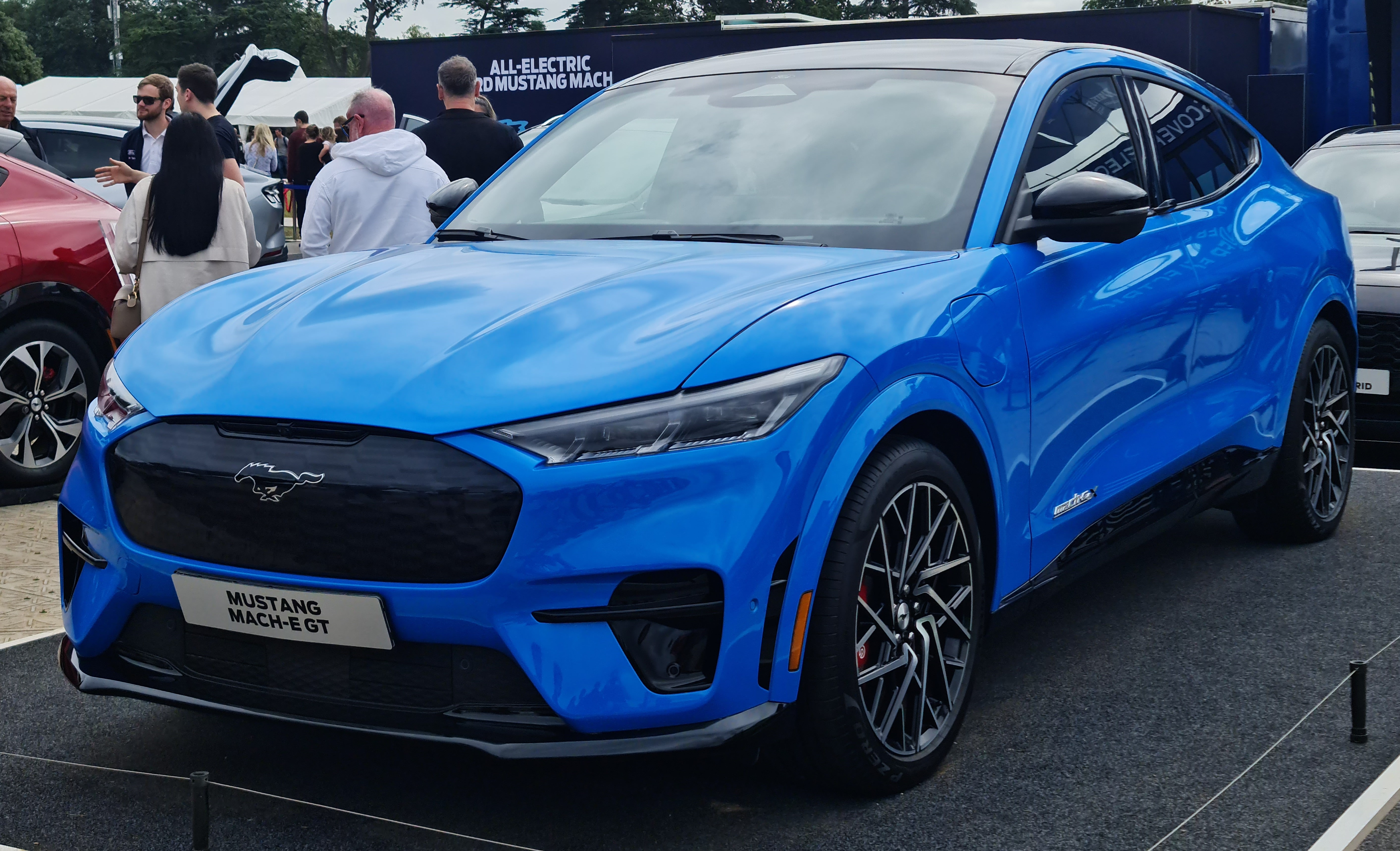
Mach-E GT

La Mustang Mach-E è costruita sulla piattaforma Global Electrified 1 (GE1), che è una versione notevolmente modificata della piattaforma C2 già impiegata nella Ford Focus di quarta generazione e nella Ford Kuga di terza generazione, nonché il primo pianale sviluppato appositamente per vetture a zero emissioni dai tecnici dell'Ovale Blu. Con la Ford Mustang, coupé prodotta dal 1964, la Mach-E condivide solamente il nome ed alcuni dettagli estetici caratteristici, tra cui i fari posteriori composti da sei lamelle e gli stemmi a forma di cavallo (che sostituiscono il tradizionale logo Ford a forma di ovale blu); il resto è completamente differente, in quanto la carrozzeria è a due volumi e cinque porte con impostazione da crossover SUV e la motorizzazione completamente elettrica.
Il modello è disponibile con due tipologie di batterie e tre diversi livelli di potenza del motore. La versione base è dotata di un motore elettrico montato sull'asse posteriore che produce 188 kW (255 CV), abbinato a una batteria da 75,7 kWh o un motore che produce 207 kW (282 CV) con una batteria da 98,8 kWh. Entrambe le versioni scattano da 0 a 100 km/h in meno di sette secondi e hanno un'autonomia, secondo il ciclo di omologazione statunitense EPA, rispettivamente di circa 370 e 480 km.
È disponibile anche una versione a trazione integrale dotata di doppio motore (uno per ogni asse) disponibile rispettivamente con batteria da 75,7 kWh e potenza di 165 kW (225 CV) oppure con batteria da 98,8 kWh e potenza di 244 kW (332 CV). Entrambe le versioni raggiungono i 100 km/h con partenza da fermo in meno di sei secondi, con un'autonomia stimata nel ciclo EPA di 340 e 430 km. La vettura può essere ricaricata sia in corrente alternata, tramite prese domestiche oppure attraverso le colonnine pubbliche, sia tramite la ricarica rapida in corrente continua, con una potenza massima di 150 kW.
La vettura è dotata di due bagagliai: quello classico posto nella parte posteriore, con un volume dichiarato di 402 L, e un secondo vano di carico da 100 L posto sotto il cofano anteriore.
Le portiere della Mustang Mach-E non presentano le classiche maniglie. Lo sblocco avviene tramite dei pulsanti posti sui montanti e l'apertura viene effettuata per mezzo di piccole maniglie che sporgono dai montanti. I proprietari possono utilizzare il proprio smartphone come chiave attraverso in sistema keyless oppure immettendo un codice alfanumerico tramite una tastiera integrata nel montante centrale.
L'interno presenta due display: uno più piccolo orizzontale da 10,2 pollici, posto dietro il volante che funge da quadro strumenti e un secondo verticale touch screen da 15,5 pollici per il sistema di infotainment, posto nella console centrale. La maggior parte dei sistemi dell'auto è controllata da quest'ultimo, che utilizza il sistema operativo Ford SYNC 4, in grado di ricevere aggiornamenti over-the-air.

## Motorizzazioni
| Versione           | Trazione | Batteria | Autonomia | Potenza         |
| ------------------ | -------- | -------- | --------- | --------------- |
| Select             | RWD      | Standard | 370 km    | 188 kW (255 CV) |
| Select             | AWD      | Standard | 338 km    | 188 kW (255 CV) |
| California Route 1 | RWD      | Estesa   | 483 km    | 188 kW (255 CV) |
| California Route 1 | RWD      | Standard | 370 km    | 188 kW (255 CV) |
| Premium            | AWD      | Standard | 338 km    | 207 kW (282 CV) |
| Premium            | RWD      | Estesa   | 483 km    | 244 kW (332 CV) |
| Premium            | AWD      | Estesa   | 435 km    | 244 kW (332 CV) |
| First Edition      | AWD      | Estesa   | 435 km    | 207 kW (282 CV) |
| GT Performance     | AWD      | Estesa   | 402 km    | 338 kW (459 CV) |

## Produzione
A differenza della Mustang classica, la Mach-E non viene assemblata negli Stati Uniti, ma è prodotta a Cuautitlán Izcalli, in Messico. Secondo il CEO della Ford Jim Hackett, l'assemblaggio della Mach-E in Messico consentirà alla Ford di trarre maggiori profitti dalla vendita. Nel febbraio 2021 la Ford ha annunciato l'inizio dell'assemblaggio anche in Cina, attraverso la joint venture Changan Ford, per il mercato interno cinese nello stabilimento di Chongqing; la produzione è partita nell'autunno 2021.

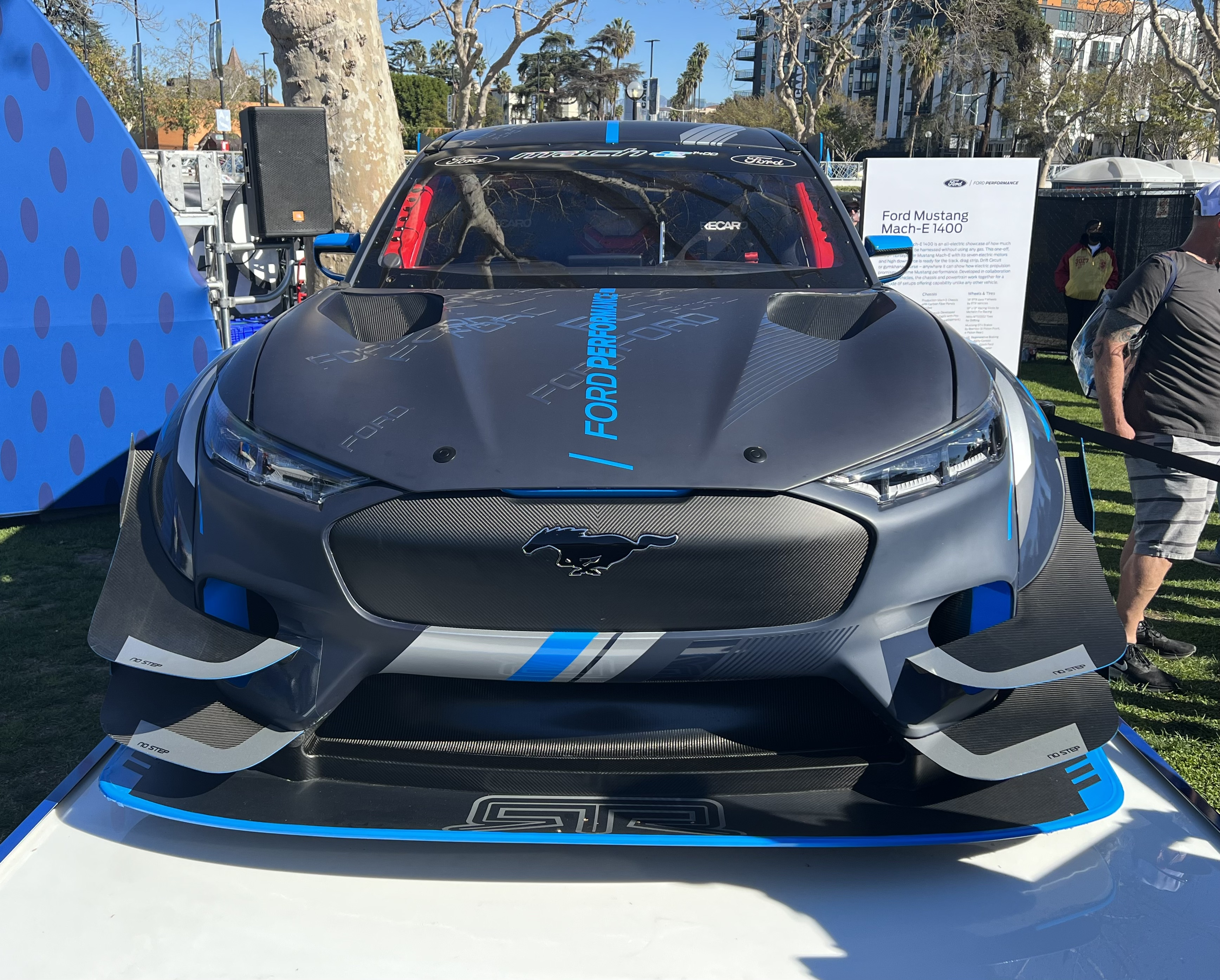
Mustang Mach E 1400

## Varianti speciali

### Mustang Mach-E 1400
Presentata a luglio 2020, la Ford Mustang Mach-E 1400 è un prototipo, sviluppato in oltre 10000 ore attraverso una collaborazione tra la RTR e Ford Performance, realizzato come muletto sperimentale utilizzando una particolare fibra composita (più leggera rispetto alla fibra di carbonio) sulla base della Mach-E GT. A spingerla ci sono un totale di 7 motori elettrici che sviluppano complessivamente una potenza di 1 000 kW (1 400 CV) e oltre 3118 N⋅m di coppia, alimentati da una batteria in lega di nichel-manganese-cobalto da 56,8 kWh ad alte prestazioni e velocità di scarica, raffreddata da un refrigerante dielettrico. La potenza erogata da ciascun motore elettrico può essere regolata singolarmente in maniera fine, consentendo il passaggio tra trazione integrale, trazione posteriore e trazione anteriore. L'aerodinamica del prototipo è stata studiata e progettata per generare 12 kN di carico aerodinamico.